# Де Фрайтас, Шанталь
Шанта́ль де Фра́йтас (нем. Chantal de Freitas; 26 июля 1967, Киль — 1 июля 2013, Гамбург) — немецкая актриса и певица.

## Биография
Шанталь — дочь немки, выросшая в Нью-Йорке. Она получила образование в университете музыки и исполнительского искусства во Франкфурте-на-Майне и в престижном Круге на площади Театральной Школы в Нью-Йорке. 
В телесериале «Телефон полиции — 110» она сыграла комиссара Кэрол Рилинг, партнёра Оливера Стоковского. В телефильме «Всё будет хорошо» — эмигрантку из Африки Ким, которая разрывается между чувствами к своей подруге и убеждением, что быть «чёрной лесбиянкой» лишит её каких-либо шансов на успешную жизнь.
Помимо кино, де Фрейтас также выступала в качестве певицы. В 2007 году она выпустила свой дебютный альбом. Незадолго до её смерти она работала в студии над новым альбомом.

## Личная жизнь
С 1998 до своей смерти Шанталь была замужем за актёром Каем Визингером (род. 1966). У супругов двое дочерей, Пони и Лара, которым на момент смерти матери было 12 и 15 лет.
45-летняя Шанталь умерла 1 июля 2013 года в Гамбурге (Германия).